# Негри, Эммануэль де
Эммануэль де Негри (фр. Emmanuelle de Negri) — французская оперная певица, сопрано.

## Биография
Училась игре на виолончели. Поступила в консерваторию Нима на вокальное отделение. В консерватории училась вместе с Даниэлем Саласом. Особое внимание уделяла изучению произведений Моцарта и Россини. В Парижской консерватории осваивала технику бельканто и исполнение барочной музыки. Получила первый приз консерватории за сольный концерт. Продолжила обучение (postgraduate programme) под руководством Сьюзен Манов и Оливье Ребуля. В то же время она брала уроки актёрского мастерства и изучала литературу в университете Монпелье
Лауреат премии HSBC de l’Académie européenne de musique 2008 года в области классической музыки.
Певица сотрудничает с такими дирижёрами, как Уильям Кристи, Венсан Дюместр, Габриэль Гарридо, Эрве Нике, Филипп Уи и другими.
На фестивале старинной музыки в Инсбруке в 2008 году она исполнила заглавную партию в опере Пасквини Martirio de Sant’Agnese, в 2009 году появилась в роли Купидона на фестивале Экс-ан-Прованс. С тех пор артистка несколько раз выступала в парижском оперном театре «Опера-Комик» и в венском музыкальном театре «Ан дер Вин». Также выступала в Каннах, Бордо, Боне, Безансоне и Версале, Амстердаме, Вашингтоне и Нью-Йорке.

## Оперный репертуар
- Жан Батист Люлли: Сангарида, «Атис»;
- Жан Филипп Рамо: Статуя, «Пигмалион»; Амур, Морячка, Пастушка, Жрица, «Ипполит и Арисия»;
- Вольфганг Амадей Моцарт: Барбарина, «Свадьба Фигаро»; Серпетта, «Мнимая садовница»; Деспина, «Так поступают все женщины»
- Жак Оффенбах: Купидон, «Орфей в аду»;
- Клод Дебюсси: Иньольд, «Пеллеас и Мелизанда»;
- Антонио Сальери: Тонина, «Сначала музыка, потом слова»;
- Франческо Кавалли: Елена, «Влюблённый Геркулес»;
- Георг Фридрих Гендель: Оберто, «Альцина»